# Khardaha
Khardaha, auch Khardah, ist eine Stadt im indischen Bundesstaat Westbengalen. Die Stadt ist Teil der Agglomeration Kolkata.
Die Stadt gehört zum Distrikt Uttar 24 Pargana. Khardaha hat den Status einer Municipality. Die Stadt ist in 23 Wards gegliedert.

## Geschichte
Ursprünglich war Khardah Teil der 1877 gegründeten Gemeinden South Barakpur und West Barakpur. Die Gemeinde South Barakpur wurde 1920 in Khardah umbenannt.

## Demografie
Die Einwohnerzahl der Stadt liegt laut der Volkszählung von 2011 bei 108.496. Khardaha hat ein Geschlechterverhältnis von 977 Frauen pro 1000 Männer und damit einen für Indien üblichen Männerüberschuss. Die Alphabetisierungsrate lag bei 94,4 % im Jahr 2011. Knapp 91 % der Bevölkerung sind Hindus, ca. 9 % sind Muslime und weniger als 1 % gehören einer anderen oder keiner Religion an. 6,8 % der Bevölkerung sind Kinder unter 6 Jahren. Bengali ist die Hauptsprache in und um die Stadt.

## Infrastruktur
Von dem Bahnhof von Khardaha aus ist die Innenstadt von Kolkata zu erreichen. Die Barrackpore Trunk Road, welche Kolkata mit Barakpur verbindet, führt durch die Stadt.

## Sehenswürdigkeiten
26 Shiva-Tempel wurden Anfang des 19. Jahrhunderts hier am Ufer des Ganges erbaut.

## Galerie

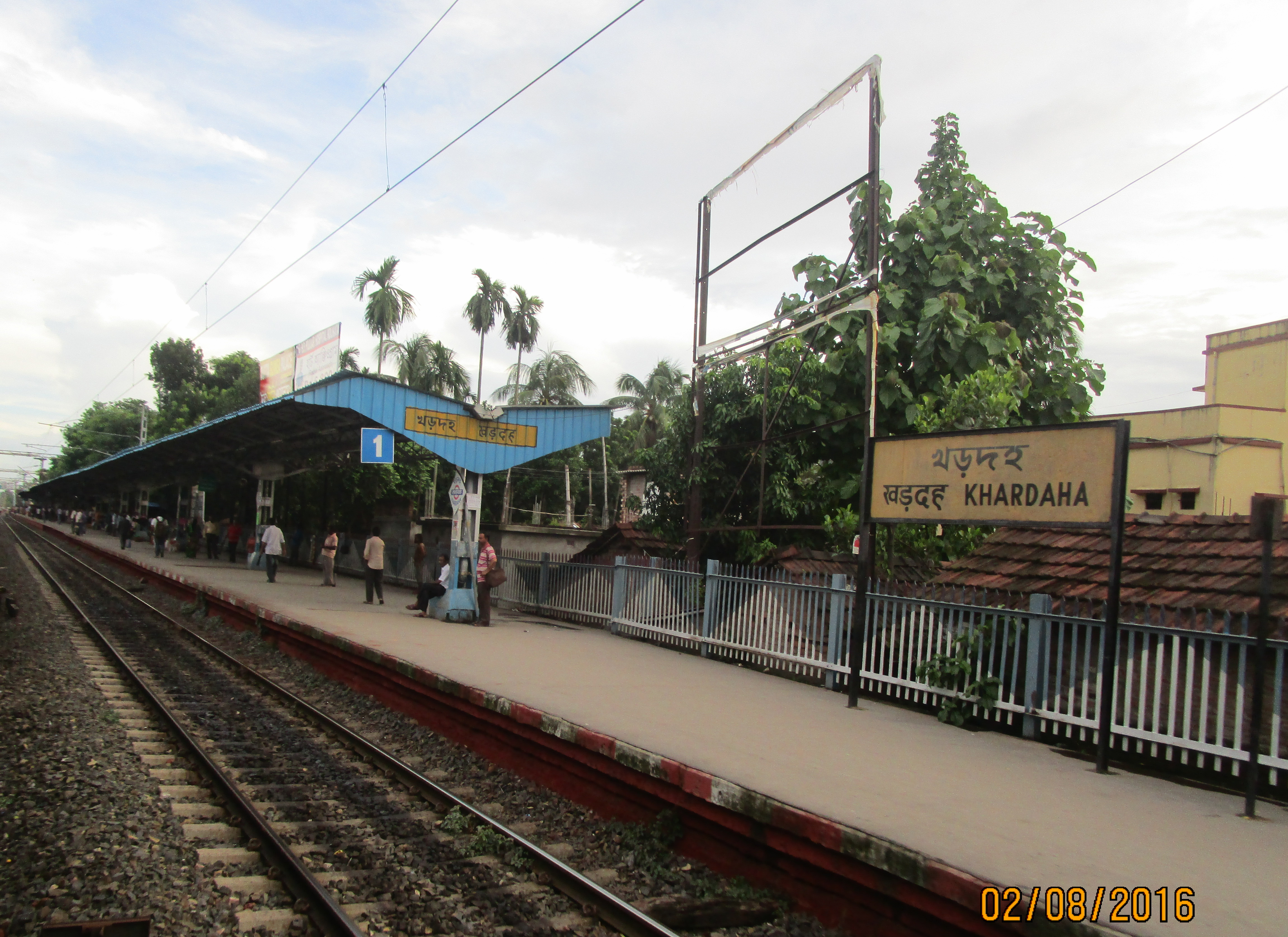
Bahnhof von Khardaha
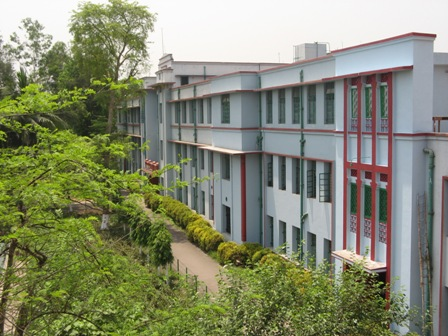
College
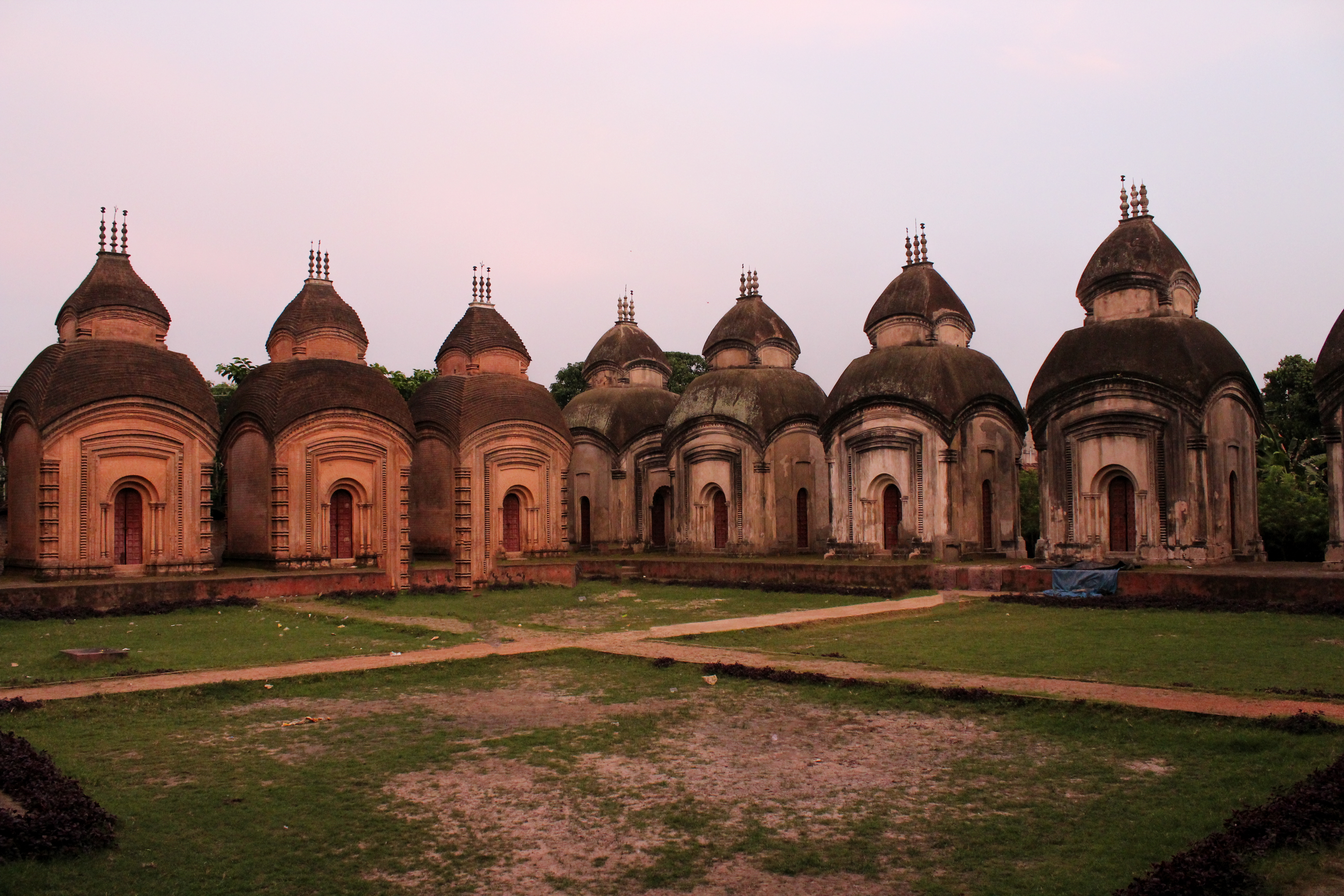
Shiva-Tempel